# Amit Ben-Shushan
Amit Ben Shushan (hebreo: עמית בן שושן) (nació el 23 de marzo de 1985 en Jerusalén) es un futbolista israelí que juega en el Beitar Jerusalem FC. Su demarcación natural es la de delantero pero también puede jugar como extremo.
Ben Shushan empezó a hacerse un nombre y con un hueco dentro del equipo después de sus goles en la Intertoto de 2005, donde participó el Beitar. Con 21 años fue llamado a la selección absoluta debutando el 2 de septiembre de 2006 en el encuentro que abría la fase de clasificación para la Eurocopa 2008, frente a Estonia. En el siguiente partido frente a Andorra disputó los 90 minutos y anotó su primer gol con la camiseta de la selección además de dar dos asistencias de gol. Su importancia en la selección se asentó con el valioso tanto que sirvió para que Israel arrancase un punto de su visita a Rusia.
Amit Ben Shushan es el segundo de tres hermanos. Creció en la ciudad de Pisgat Zeev antes de mudarse a Kiryat-HaYovel, en Jerusalén, durante su etapa escolar. Amit y sus hermanos fueron al Agron Elementary School, que les quedaba en la misma calle de su casa. 
Ben Shushan forma parte de una hornada de jugadores que están ayudando a recobrar el prestigio de la cantera del Beitar Jerusalén, que mantiene una dura pugna con el rival de la ciudad, el Hapoel Jerusalén, y a pesar de que él vive a 200 metros de las instalaciones del Hapoel, optó por el Beitar y nunca se arrepintió.

## Selección nacional
Ha sido internacional con la Selección de fútbol de Israel, ha jugado 12 partidos internacionales y ha anotado 2 goles.

## Clubes
| Club                 | País   | Año       | Partidos(goles) |
| -------------------- | ------ | --------- | --------------- |
| Beitar Jerusalem FC  | Israel | 2006-2013 | 237(41)         |
| Anorthosis Famagusta | Chipre | 2013-2014 | 14(1)           |
| Maccabi Netanya      | Israel | 2014-     |                 |